# 皮埃尔·弗里登
皮埃尔·弗里登（法語：Pierre Frieden，1892年10月28日—1959年2月23日）是一位盧森堡政治家和作家，任首相11个月，任期从1958年3月29日直到1959年2月23日去世。